# Roberto Pruzzo
Roberto Pruzzo (Crocefieschi, 1955. április 1. –) olasz labdarúgócsatár, edző, a Savona sportigazgatója.

## Klubcsapatban
A Genoában kezdte pályafutását. 1978-ban szerződött az AS Roma csapatába. 1981-ben és 1982-ben ő lett a Serie A gólkirálya. 1988 és 1989 közt a Fiorentinában játszott, innen vonult vissza.

## Válogatottban
1978 és 1982 közt 6 alkalommal lépett pályára az olasz labdarúgó-válogatottban. Részt vett az 1980-as labdarúgó-Európa-bajnokságon is.

## Edzőként
Főleg kisebb csapatoknál dolgozott, 2000 és 2001 közt a harmadosztályú Alessandriánál kapta meg első nagyobb feladatát.  2002-ben 5 napig a Palermo vezetőedzője volt.